# نسخ (وراثة)
في الوراثة، النسخ

رسم توضيحي لنسخ طولي للمورثات

هو عملية النسخ الأنزيمية التي يقوم بها أنزيم الآر أن أي بوليميراز RNA polymerase لتحويل تسلسل حمض نووي ريبوزي منقوص الأكسجين (لمورثة ما) إلى سلسلة حمض نووي ريبوزي الموافقة المتممة وبهذه العملية يتم نقل المعلومات الوراثية من ال DNA إلى ال RNA، تسمى هذه النظرية بوجهة النظر المركزية (Central Dogma). كان يعتقد أن عكس العملية مستحيل، لكن وجد أن الكثير من الفيروسات لها القدرة على تحويل ال RNA اِلى ال DNA مثل متلازمة نقص المناعة المكتسبة(الإيدز).
في حالة كون حمض نووي ريبوزي منقوص الأكسجين يحتوي علي معلومات حول تشكيل سلسة ببتيدية، فإن مرحلة النسخ تكون المرحلة الأولى من عملية طويلة تتوسطها حمض نووي ريبوزي رسول  (mRNA)، وتنتهي بتشكل سلسة الببتيد المطلوبة.
من ثم يمكن صنع بروتين من السلسلة المكونة من الريباسات (الرايبوسوم). من الممكن أن يكون هذا البروتين لولبيا (الفا) (alfa) أو صفيحيا (بيتا) (Beta).
تحدث عملية النسخ في الخطوات العامة التالية:
1. يرتبط بوليميراز الحمض النووي الريبوزي، بالإضافة إلى واحد أو أكثر من عوامل النسخ العامة، بالدنا المحفز.
2. يولد بوليميراز الحمض النووي الريبوزي فقاعة نسخ تفصل بين سلسلتي حلزون الدنا. يحدث ذلك عن طريق كسر الروابط الهيدروجينية بين نوكليوتيدات الدنا المتمم.
3. يضيف بوليميراز الحمض النووي الريبوزي نوكليوتيدات الرنا (وهي متممة لنوكليوتيدات إحدى سلسلتي الدنا).
4. يتكون عمود سكر-فوسفات للرنا بمساعدة من بوليميراز الحمض النووي الريبوزي لتشكيل شريط الرنا.
5. تنكسر الروابط الهيدروجينية في حلزون رنا-دنا، وتحرر شريط الرنا المصنع حديثًا.
6. إذا كانت الخلية تحتوي على نواة، قد يخضع الرنا لمزيد من العمليات. يشمل ذلك التذييل بعديد الأدينيلات، والتقبيع، والتوصيل.
7. قد يبقى الرنا في النواة أو يخرج إلى السيتوبلازم من خلال مجمع المسام النووي.

إذا نُسخت قطعة الدنا إلى جزيء رنا يشفر بروتينًا، يسمى الرنا الرسول؛ يعمل الرنا الرسول بدوره كقالب لاصطناع البروتين من خلال الترجمة. يمكن نسخ قطع أخرى من الحمض النووي إلى قطع صغيرة من الحمض النووي الريبوزي غير المشفر مثل الحمض الريبوزي النووي الميكروي، والحمض النووي الريبوزي الناقل، والآر أن إيه النويي الصغير، والآر أن إيه النووي الصغير، وجزيئات رنا إنزيمية تسمى رايبوزيمات، بالإضافة إلى أنواع أكبر من الحمض النووي الريبي غير المشفر مثل الحمض النووي الريبوزي الريبوسومي والرنا غير المشفر الطويل. بشكل عام، يساعد الرنا في تصنيع البروتينات وتنظيمها ومعالجتها؛ فيلعب بذلك دورًا أساسيًا في أداء الوظائف داخل الخلوية.
في علم الفيروسات، يمكن أيضًا استخدام مصطلح النسخ عند الإشارة إلى اصطناع الرنا الرسول من جزيء الرنا (أي ما يعادل تضاعف الرنا). مثلًا، قد يلعب جينوم الرنا وحيد السلسلة سالب الاتجاه دور القالب لاصطناع رنا وحيد السلسلة موجب التجاه [بحاجة إلى توضيح]. هذا لأن السلسلة موجبة الاتجاه تحتوي على معلومات التسلسل اللازمة لترجمة البروتينات الفيروسية اللازمة لتنسخ الفيروس. يتم تحفيز هذه العملية بواسطة الآر إن إيه ربلكاز الفيروسي.

## نبذة عامة
النسخ (Transcription):
النسخ هو تخليق (mRNA) على أساس تسلسل النيوكليوتيدات في DNA. يحدث ذلك عندما تنفصل الأشرطة المزدوجة لجزء DNA ، حيث تعمل أحد الأشرطة كقالب، وتقترن نيوكليوتيدات RNA مع نيوكليوتيدات DNA للقالب. تقترن النيوكليوتيدات مع بعضها البعض وفقًا للقاعدة التالية: أزواج الأدينين (A) مع الثيمين (T) أو اليوراسيل (U)، وأزواج السيتوسين (C) مع الجوانين (G). يحتوي DNA على الثيمين (T)، لكن اليوراسيل (U) يحل محل الثيمين في RNA. لذلك، تقترن نيوكليوتيدات DNA من الأدينين، والثيمين، والسيتوسين، والجوانيين، مع النيوكليوتيدات التي توجد في RNA ، على التوالي.
تضمن علاقة الاقتران هذه بين النيوكليوتيدات نقل المعلومات الموجودة في DNA بشكل صحيح إلى (mRNA). تتحد نيوكليوتيدات (RNA) من خلال تفاعلات نزع الماء (Dehydration reactions) المحفزة بواسطة إنزيمات ال RNA البوليمرية لتشكيل جزء (mRNA) طويل.
يحدث استطالة لجميع الأحماض النووية، ل DNA و RNA ، في نفس الاتجاه الكيميائي: From the 5' to the 3' of the molecule.
يحتوي جزيء mRNA على المعلومات المطلوبة لتحديد تسلسل الأحماض الأمينية في البروتين. يتم نقل المعلومات، التي تسمى الشفرات الجينية (genetic code)، في مجموعات من ثلاثة نيوكليوتيدات تسمى الكودونات (codons).
يتم تحديد عدد وتسلسل الكودونات في (mRNA) من خلال عدد وتسلسل مجموعات من ثلاث نيوكليوتيدات، تسمى (Triplets)، في أجزاء من RNA التي تم نسخها. على سبيل المثال، الكود الثلاثي لـ CTA في DNA يؤدي إلى كودون GAU في ترميز (mRNA)، أي شفرات حمض الأسبارتيك. كل شفرة كودون خاصة بحمض أميني معين. يوجد أربعة وستون شيفرة من (mRNA)، لكن فقط 20 من الأحماض الأمينية موجودة في البروتينات. ونتيجة لذلك، تكون الجينات الوراثية زائدة عن الحاجة لأن بعض الأحماض الأمينية تشفر بأكثر من شفرة كودونية واحدة.فمثلا، CGA و CGG و CGT و CGC جميع شفرات للحمض الأميني الانين و UUU و UAC كلاهما شفرة للفينيل ألانين. بعض الCodons لا تعتبر شفرات للأحماض الأمينية ولكنها تؤدي وظائف أخرى. تعمل AUG وأحيانا GUG كإشارات لبدء استنساخ امتداد DNA إلى RNA. تعمل ثلاث شفرات هي UAA و UGA و UAG كإشارات لإيقاف استنساخ DNA إلى RNA.
منطقة جزيء DNA الواقعة بين شفرات بداء النسخ وشفرات الوقف تستنسخ إلى داخل امتدادات RNA وتسمى
وحدة النسخ (Transcription unit). وترمز وحدة النسخ إلى بروتين أو جزء من البروتين. وحدة النسخ ليست بالضرورة جينًا. حيث إن الجين وحدة وظيفية، وبعض الجينات التنظيمية لا ترمز للبروتينات. التعريف الجزيئي للجين هو: هو جميع تسلسلات الأحماض النووية اللازمة لخلق وظيفة ال RNA أو البروتين.
ليس كل امتداد مستمر من DNA  قد يرمز لأجزاء من البروتين. تسمى مناطق DNA التي ترمز لأجزاء من البروتين exons))، في حين أن مناطق الحمض النووي التي لا ترمز لأجزاء من البروتين تسمى الإنترونات (introns). قد يتم نسخ كل من مناطق ال exons و intron من DNA إلى RNA. يُطلق على mRNA المحتوي على الإنترونات اسم ال RNA المجهري الأولي (pre-mRNA). بعد نسخ امتداد pre-mRNA ، يمكن إزالة الإنترونات وتقسيم الإكسونات معًا بواسطة إنزيمات معقدة تسمى المكورات العصبية spliceosomes لإنتاج mRNA الوظيفي. وتسمى هذه التغييرات في الحمض النووي الريبوزي بعملية posttranscriptional.

## خطوات الاِسنتساخ

### الاِبتداء
يرتبط اِنزيم الآر أن أي بوليميراز RNA polymerase بمنطقة معينة على الدنا تسمى المحفز والتي توجد غالبا في بداية أي جين ما.هذه العملية معقدة جدا وتحتاج اِلى مساعدات اِستنساخ كثيرة واِنزيمات تعمل على فصل شريطي الدنا عن بعضيهما (هيليكاز).
الابتداء في علم الأحياء الجزيئية هو أولى عمليات النسخ للمعلومات الوراثية من الدنا إلى الرنا الناسخ (mRNA)، هذه العملية تختلف في الكائنات بدائية النواة عنها في الكائنات حقيقية النواة.
عند البكتريا يرتبط عامل سيغما في البداية بصندوق بريبنوف (Pribnow-Box) على المحفز في الدنا مما يؤدي إلى ارتفاع احتمال ارتباط انزيم الرنا بوليمريز في نفس الموضع، عندئذ ينفصل عامل سيقما وتبدأ الخطوة التالية (الإستطالة).
عند الكائنات حقيقية النواة يرتبط عامل الإستنساخ TFIID في البداية بصندوق TATA، والذي يتكون من جزئين أحدهما للارتباط بصندوق TATA، ويرمز له بالرمز TBP والأخر للتعرف على المحفزات العارية من صندوق TATA.بعد ارتباط TFIID بصندوق TATA تتجمع العديد من عوامل الإستنساخ مثل TFIIH ،TFIIA ،TFIIE ولكل منها وظيفة معينة.هذه العوامل تساعد الرنا بوليمريز على الارتباط بالدنا مشكلة مركب معقد، عندها يبدأ إنتاج أوتخليق الرنا الراسل.

### الاِستطالة
وفيها يتم النسخ الحقيقي، حيث يتم بناء وحدات AMP, GMP, UMP, CMP من وحدات ATP,GTP,UTP,CTP مع العلم أنه يتم اِستبدال وحدات dTMP في الدنا بوحدات UMP في الرنا.أي أنه يتم فصل وحدتي بيروفوسفات، ومن هذا الاِنفصال يتم الحصول على الطاقة اللازمة لاِتمام هذا التفاعل.يقرأ الرنا بوليميراز الدنا في الاِتجاة 3´-5´أما بناء الرنا فيكون في الاِتجاه المعاكس أي 5´-3´، ويسمى شريط الدنا المطابق للرنا بالشريط غير الفعال.

### الاِنتهاء
وفيها يتم الاِنتهاء من عملية النسخ.مع العلم أن الرنا الراسل يكون في الكائنات حقيقة النواة غير جاهزا لبناء سلسلة عديد الببتيد في السيتوبلازم اِذ لابد له أن يمر بمراحل عدة قبل أن يخرج إلى السيتوبلازم والتي تسمى معالجة الرنا الرسول.

## مثبطات
يمكن استخدام مثبطات النسخ كعوامل مضادة حيوية، مثلًا، للعوامل البكتيرية الممرضة (مضادات حيوية) والفطريات (مضادات الفطريات). من الأمثلة على هذه المضادات البكتيرية ريفامبيسين، الذي يمنع النسخ البكتيري للدنا إلى الرنا الرسول عن طريق تثبيط بوليميراز الرنا المعتمدة على الدنا من خلال ربط تحت الوحدة بيتا، في حين يعد هيدروكسي كينولين مضاد فطري مثبط للنسخ. قد تؤدي مثيلة الهستونات أيضًا إلى تثبيط عملية النسخ. أُبلغ مؤخرًا عن منتجات طبيعية قوية نشطة حيويًا مثل تريبتوليد، تثبط عملية النسخ في الثدييات عن طريق تثبيط تحت الوحدة إكس بّي بي لعامل النسخ العام الثاني البشري (تي إف 2 إتش) كعوامل مرافقة للغلوكوز لاستهداف الخلايا السرطانية ناقصة التأكسج مع زيادة التعبير عن ناقل الغلوكوز.

## مثبطات داخلية المنشأ
في الفقاريات، تحتوي أغلب المحفزات الجينية على جزر سي بّي جي (CpG) مع العديد من مواقع ثنائية النوكليوتيد CpG. عندما يتم ميثلة العديد من مواقع CpG للمحفز الجيني، يصبح الجين مثبَّطًا (صامتًا). عادةً ما تحتوي سرطانات القولون والمستقيم على 3-6 طفرات دافعة و33-66 طفرة عابرة. مع ذلك، قد يكون لتثبيط النسخ (الإسكات) دورًا في ترقي السرطان يتجاوز دور الطفرات. مثلًا، في سرطانات القولون والمستقيم، يتم تثبيط نسخ 600-800 جين نسبيًا بواسطة مثيلة جزر CpG. يمكن أيضًا تثبيط النسخ في السرطان عن طريق آليات الوراثة اللاجينية الأخرى، مثل تغيير التعبير عن الحمض الريبوزي النووي الميكروي. في سرطان الثدي، يمكن أن يحدث تثبيط نسخ البروتين بي آر سي إيه 1 (BRCA1) عن طريق فرط التعبير عن الحمض الريبوزي النووي الميكروي-182 بتكرار يتجاوز طريق فرط مثيلة محفز البروتين BRCA1.

## تاريخ
كان فرنسوا جاكوب وجاك مونو أول من افترضا وجود جزيء يسمح بترجمة المادة الجينية إلى بروتين. حاز سيفيرو أوتشوا على جائزة نوبل في الطب أو علم وظائف الأعضاء عام 1959 لتطويره عملية تصنيع الرنا في المختبر باستخدام فوسفوريلاز عديد النوكليوتيد، والذي كان له دور في فك الشيفرة الجينية. تم تصنيع الرنا بواسطة بوليميراز الحمض النووي الريبوزي في العديد من المختبرات بحلول عام 1965؛ ومع ذلك، كان للرنا المصنّع بواسطة هذه الإنزيمات ذا خصائص تشير إلى وجود عامل إضافي ضروري لإنهاء عملية النسخ بشكل صحيح.
في عام 1972، أصبح والتر فيرز أول شخص يثبت وجود الإنزيم المسؤول عن عملية الإنهاء.
فاز روجر د. كورنبيرغ بجائزة نوبل في الكيمياء لعام 2006 «لدراساته حول الأسس الجزيئية لعمليات النسخ الخلوية في حقيقيات النوى».

## النسخ العكسي
تملك بعض الفيروسات (مثل فيروس العوز المناعي البشري، المسبب لمرض الإيدز)، القدرة على نسخ الرنا إلى الدنا. يملك فيروس العوز المناعي البشري جينوم مؤلف من الرنا يُنسخ عكسيًا إلى الدنا. يمكن دمج الدنا الناتج مع دنا جينوم خلية العائل. يُطلق على الإنزيم الرئيسي المسؤول عن اصطناع الدنا من قالب الرنا اسم إنزيم النسخ العكسي.